# 索奥尔
索奥尔，全称北京索奥尔数码科技有限公司，于2000年成立。前身是世纪雷神。

## 历史
2007年7月，索奥尔宣布自主研发游戏《刀锋骑士》。但发售游戏后，《刀锋骑士》被发现是使用《骑马与砍杀》放出来的试玩版本，并加上社区一个还没完成的汉化补丁，将载入画面改成电视剧《三国演义》的剧照。此举遭到《骑马与砍杀》开发公司TaleWorlds的批评。
索奥尔的业务已转移至ERP领域，为企业提供OA办公自动化系统解决方案、展会服务解决方案、网站服务解决方案等业务。